# روزانا آراکلیان
روزانا هاکوبی آراکلیان (Ռուզաննա Հակոբի Առաքելյան؛ زادهٔ ۱۵ فوریهٔ ۱۹۵۹) یک سیاستمدار، لغت‌شناس و کارشناس علوم آموزشی و پرورشی اهل ارمنستان است که از تاریخ ۲۰۱۲ تا تاریخ ۲۰۱۸ سمت نمایندگی دوره‌های پنجم و ششم مجلس ملی جمهوری ارمنستان را برعهده داشت.

## زندگی‌نامه
در ۱۵ فوریه ۱۹۵۹ در ایروان به دنیا آمد و از دانشگاه دولتی ایروان فارغ‌التحصیل شد. وی همچنین برنده مدال طلای وزارت فرهنگ جمهوری ارمنستان و مدال مخیتار گش شده‌است.